# Karl Fischer (Chemiker)

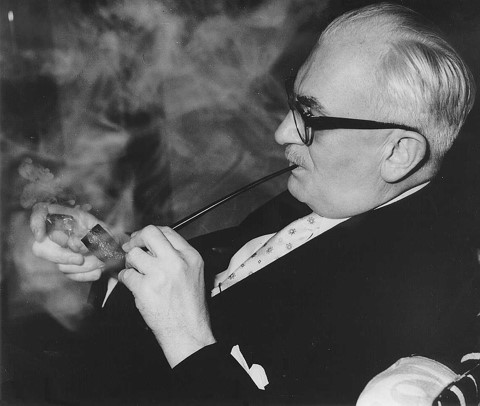
Karl Fischer

Karl Albert Otto Franz Fischer (* 24. März 1901 in Pasing/München; † 16. April 1958) war ein deutscher Chemiker.

## Leben und Werk
In Bayern geboren, verbrachte Fischer seine Jugend in Leipzig und studierte von 1918 bis 1924 an der dortigen Universität Chemie, unter anderem bei Wilhelm Böttger. Er wurde 1925 mit der Arbeit Untersuchungen über den Einfluß verschiedener Magnesiumoxydpräparate hinsichtlich ihrer Wirkung auf Vulkanisation und Eigenschaften des Kautschuks zum Dr. phil. promoviert. Anschließend blieb er bis 1927 als Böttgers Hochschulassistent in Leipzig, wo er auch heiratete. Danach war er in der industriellen Petrochemie tätig. In der Edeleanu GmbH war er zunächst in Berlin beschäftigt, dann in verschiedenen Außenposten. 1936 wurde er Chef des Zentrallabors des Unternehmens. 1945 ging er als Professor für Petrochemie an die University of Maryland, kehrte aber 1950 nach Deutschland zurück und übernahm als Direktor und Chefchemiker die Leitung des Zentrallaboratoriums der DEA in Hamburg-Wilhelmsburg. Wenige Jahre später erlitt er während einer Flugreise einen ersten Herzinfarkt, den er überlebte. Er verstarb 1958 in seiner Wohnung an einem zweiten Herzanfall. Sein Nachlass befindet sich im Fachbereich Chemie der Universität Hamburg und soll wissenschaftlich bearbeitet werden.
Bekannt wurde er vor allem durch die 1935 von ihm entwickelte titrimetrische Methode zur Bestimmung des Wassergehalts in Flüssigkeiten und Feststoffen. Er veröffentlichte sie in der Zeitschrift Angewandte Chemie, die erste Monographie über das Verfahren erschien erst im Jahr 1953. Das Karl-Fischer-Verfahren wird noch heute in analytischen Laboratorien eingesetzt und ist weltweit die gesetzliche Standardmethode in nahezu jedem Arzneibuch.